# Kohachirō Takahashi
Pour les articles homonymes, voir Takahashi.
Kohachirō Takahashi (高橋幸八郎) est un historien japonais né le 1er juin 1912 et mort le 2 juillet 1982. Il est spécialisé dans l'Histoire économique et l'histoire de France.

## Œuvres
- Du féodalisme au capitalisme, problèmes de la transition, Avertissement d’Albert SOBOUL, Paris, Société des Études Robespierristes (SER), 1982, 161 p. (ISBN 2-908327-27-9)